# فرع (دلتا نهر)

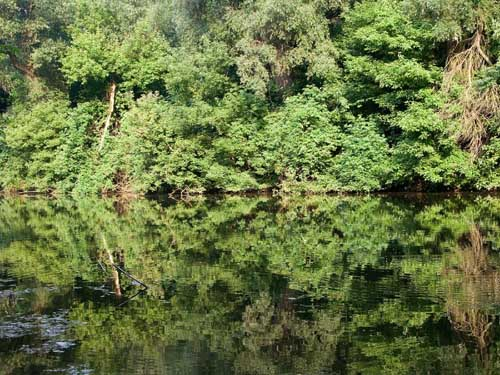

فرع دلتا النهر، أو قناة دلتا النهر هو تيار يتفرع ويتدفق بعيداً عن قناة التيار الرئيسي، وهي سمة مشتركة بين دلتا الأنهار. وهذه الظاهرة تعرف بتشعب النهر. وعكس فرع النيل هو الرافد. وعادة ما تحدث الأفرع عندما يقترب التيار المائي من بحيرة أو محيط، ولكنها يمكن أن تحدث داخل أرض أيضاً، مثل المراوح الطميية أو عندما يتفرع تيار رافد ويقترب من التقائه بتيار أكبر. وفي بعض الحالات، يمكن لفرع صغير أن يسرق الكثير من المياه من القناة الرئيسية التي يمكن أن تصبح الطريق الرئيسي.